# Buddhism i Finland
Buddhism är en minoritetsreligion i Finland som utövas av ungefär 10 000 personer.
Världens nordligaste stupa finns i Siikais i Satakunta. Den nuvarande Dalai lama, Tenzin Gyatso besökte Finland för första gången år 1988.

## Historia
De första buddhisterna i Finland var kalmucker som anlände till Karelska näset under 1700–1800-talet. Under storfurstendömets tid benämndes denna religion som "paganism" eller "kalmuckreligion" i kyrkböcker. Under 1800-talet började buddhism studeras som del av religionsvetenskap och kulturforskning. År 1886 publicerades den första finländska boken om buddhism: Buddha den upplyste och hans lära av Carl Robert Sederholm.
Under en expedition i Fjärran Östern 1908 träffade överste Gustaf Mannerheim den 13:e Dalai lama Thubten Gyatso i Tibet. Han var den tredje europén att beviljas audiens hos Dalai lama.

### Efter självständigheten
Buddhisterna i Finland organiserade sig efter fortsättningskriget. Den första buddhistiska föreningen, Buddhismin Ystävät – Buddhismens Vänner ry (senare Bodhidharma rf), grundades i Helsingfors 1947.
Tibetansk buddhism kom till Finland med tibetanska flyktingar efter Kina erövrat Tibet år 1950.

## Buddhismen i dag
De finska buddhisterna är en heterogen grupp. Buddhistiska personer med invandrarbakgrund är främst vietnameser och thailändare. Bland infödda finländare har en positiv bild av religionen och dess läror väckt intresse för den. Många av dem räknar sig som buddhister utan att regelbundet engagera sig i organiserad buddhistisk verksamhet.
År 2015 fanns det knappt 10 000 buddhister i Finland. Buddhismens ökande popularitet skiljer sig jämfört med andra religioners. Eftersom många buddhister inte hör till trossamfund är det svårt att säga om fler konverterar eller föds in i religionen. Därtill har inte alla buddhistiska föreningar registrerat sig som trossamfund. Buddhistiska Unionen i Finland strävar till att fungera som paraplyorganisation för landets enskilda föreningar. Tillsammans finns det ungefär 40 registrerade och icke-registrerade buddhistiska organisationer i landet.
Olika föreningar har egna tempel som även kan fungera som kloster. Deras verksamhet finansieras av medlemsavgifter och privata donationer. Exempel är finsk-burmesiska Ratanasukha-klostret i Kuopio och Liên Tâm-klostret i Åbo. Nationella föreningar såsom Diamantvägsbuddhism i Finland har center i sju olika städer.